# Jacob Golius
Jacob Golius (Jacob van Gool, ossia Jacob Gohl (tedesco e Iacobo Golio italiano; L'Aia, 1596 – Leida, 28 settembre 1667) è stato un orientalista e matematico olandese.
Golius giunse nell'Università di Leida nel 1612 per studiare matematica. Nel 1618 seguì anche i corsi di lingua araba e di altre lingue orientali, in cui egli fu il prediletto e miglior allievo di Erpenius (van Erpe). Nel 1622 accompagnò la missione diplomatica olandese in Marocco e al suo rientro in patria fu prescelto per succedere a Erpenius (12 maggio 1625). L'anno successivo effettuò un viaggio di studio in Siria e Arabia, dal quale non rientrò fino al 1629. Il resto della sua vita fu trascorsa a Leida, dove tenne la cattedra di Matematica e quella di Lingua araba.
Il suo lavoro più importante - il Lexicon Arabico-Latinum (Leida, 1653), basato sulla Sihah di al-Jawhari - fu superato dall'omonima opera di Freytag solo nel 1837. Fra le sue prime pubblicazioni si devono ricordare le edizioni di vari testi arabi (Proverbia quaedam Alis, imperatoris Muslemici, et Carmen Tograipoetae doctissimi, necnon dissertatio quaedam Aben Synae, 1629; e la Ahmedis Arabsiadae vitae et rerum gestarum Timuri, gui vulgo Tamer, lanes dicitur, historia, 1636). Nel 1656 pubblicò una nuova edizione, con notevoli aggiunte, della Grammatica Arabica di Erpenius. Dopo la sua morte si trovò fra le sue carte un Dictionarium Persico-Latinum che fu pubblicato con aggiunte da Edmund Castell nel suo Lexicon heptaglotton (1669). Golius editò, tradusse e commentò un trattato astronomico di al-Farghani (Muhammedis, filii Ketiri Ferganensis, qui vulgo Alfraganus dicitur, elementa astronomica Arabice et Latine, 1669).
Golius fu amico del filosofo francese René Descartes (Cartesio). È assai probabile che egli fosse in grado di leggergli parti dei testi matematici arabi (che aveva cominciato a raccogliere), fra cui quelle relative alle coniche.
Nel 1655 Jacob Golius fu contattato dall’editore olandese Joan Blaeu per aggiungere un capitolo sulla storia del Catai intitolata “De Regno Catayo Additamentum” in calce alla prima edizione del Novus Atlas Sinensis del missionario gesuita Martino Martini. 
L'opera è stata riedita e pubblicata in traduzione italiana e con un ricco apparato di annotazioni nel 2013 (pp. 1-63). Il primo incontro tra Golius e Martini è stato studiato anche da Peter Burke (2000, p. 53 e sgg.)